# 다쏘시스템
다쏘시스템(Dassault Systèmes, 프랑스어 발음: [daso sistɛm], 3DS) 또는 다쏘시스템즈는 프랑스의 소프트웨어 기업으로, 3D 제품 디자인, 시뮬레이션, 제조, 기타 3D 관련 제품을 위한 소프트웨어를 개발한다.
다쏘그룹은 1981년 다소 항공에서 분리된 자회사이다. 본사는 프랑스 벨리지빌라쿠블레에 위치해 있으며 직원 수는 140개국에서 20,000명 정도이다.

## 지분
다음 목록은 기업의 주요 자회사이며 다쏘시스템 SA가 직간접적으로 소유한 지분의 비율을 나타낸 것이다.
- Dassault Data Services SAS (프랑스) – 95%
- Dassault Systèmes Americas Corp. (미국) – 100%
- Dassault Systèmes Services LLC (미국) – 100%
- Dassault Systèmes Deutschland GmbH (독일) – 100%
- Dassault Systèmes SolidWorks Corp. (미국) – 100%
- Dassault Systèmes K.K. (일본) – 100%
- Dassault Systèmes Enovia Corp. (미국) – 100%
- SolidWorks Japan K.K. (일본) – 100%
- Dassault Systèmes Delmia Corp. (미국) – 100%
- Dassault Systèmes Korea Corp. (한국) – 100%
- Dassault Systèmes Simulia Corp. (미국) – 100%